# 와카사국

와카사 국

와카사국(일본어: 若狭国 와카사노쿠니[*])은 일본 호쿠리쿠도에 있던 옛 구니이다. 현재의 후쿠이현 남부에 해당한다. 쟈쿠슈(若州)라고도 한다.

## 연혁

### 고대
일본에서 율령제에 기반한 통일국가가 성립되기 전, 와카사 지방은 와카사노 구니노 미야쓰코(若狹國造)나 쓰누가노 구니노 미야쓰코(角鹿國造)라 불리는 호족이 지배하는 영토였다고 하며, 《일본서기(日本書紀)》에는 와카사노 구니노 미야쓰코나 쓰누가아라시토(ツヌガアラシト)라는 기술이 나온다. 그러나 4세기 후반에는 야마토 왕권(ヤマト王權)의 지배하에 들어가게 된 것으로 보인다.
7세기에 설치될 당초에는 오뉴 군(遠敷郡)과 미가타 군(三方郡)으로 이루어졌지만, 덴초(天長) 2년(825년) 7월 10일에 오뉴 군의 서부가 오오이 군(大飯郡)으로서 독립하면서 3개 군이 되었는데, 농경을 위한 전답이 적은 장소가 구니의 단위로서 성립된 것은 당시 이들 지역이 가진 특수성을 보여주고 있다. 나라 시대(奈良時代) 야마토 왕권의 동해(東海) 쪽 입구로서 와카사는 시마국이나 아와지국과 더불어 천황가와 조정이 소비하는 해산물을 조정에 주로 공급하는 ‘미케쓰쿠니’(御食國)에 해당되었다고 추정된다. 조(調)·용(庸)으로서 소금을 바치도록 규정되어 있었으며, 8세기에는 제염이 특히 번성했다. 8세기 이후에 사용된 것으로 보이는 제염 시설이 옛 오오이 군이었던 후나오카(船岡) ・ 오카쓰(岡津) 유적에서 발견되는데, 이들 제염 시설은 현지 주민들이 쓰기 위한 소금을 대량생산하기 위한 시설이라기보다 당시 권력에 의한 강제적인 징발에 의한 것으로 보인다. 소금을 당시 수도로 운반할 것을 지시한 목간이 1990년대까지 129점이 출토되었는데, 이 중 와카사 국이 가장 많은 49점으로 전체 목간의 38%를 차지하고 있다.
《엔기시키(延喜式)》에 따르면, 와카사 국은 10일마다 송사리를, 주요 절일마다 잡다한 해산물을 바치고, 나아가 1년에 한 번 연어, 미역, 큰실말, 고추냉이를 니에로서 바치게 되어 있었다. 와카사는 지리상으로 리아스식 해안으로 복잡하게 뒤얽혀 있고, 대마난류의 영향으로 해산물이 풍부한 반면 농경을 위한 평야 면적은 한정되어 있었다.
나라(奈良)의 도다이지(東大寺)에서 실시되는 물 긷기 의식인 ‘수이회’는 도다이지가 오하마에 가지고 있던 장원에서 유래한 제의이다. 헤이안 시대(平安時代)부터 에도 시대(江戸時代)까지, 와카사 지방은 교토의 외항(外港)으로서 발전하였다.

### 중세
가마쿠라 시대(鎌倉時代)에는 싯켄(執權) 호조 씨(北條氏)가 와카사의 슈고(守護)를 맡았는데, 호조 씨가 멸망한 뒤 쇼군(將軍) 아시카가 씨(足利氏)의 분가 가운데서 가장 유력했던 시바 씨(斯波氏) 등 무로마치 막부(室町幕府)의 실력자 또는 그와 가까운 인물이 교토와 가까운 와카사의 슈고직을 맡았다.
무로마치 초기의 잇시키 노리미쓰(一色範光) 이후 잇시키 씨가 와카사의 슈고를 세습했고, 잇시키 요시쓰라(一色義貫) 살해 뒤에는 아키(安芸) 고쿠분 군(国分郡)의 슈고 아키 다케다 씨(安芸武田氏)의 분파, 와카사 다케다 씨가 와카사의 슈고 직을 차지하고, 단고(丹後)로 거점을 옮긴 잇시키 씨와는 단고의 슈고 직을 놓고 경쟁을 벌였다. 와카사 다케다 씨는 센고쿠 시대에 쇼군가나 간레이(管領) 호소카와 씨(細川氏)의 신임을 얻어 세력을 유지하며 오하마(小浜)를 거점으로 북쪽으로도 교역을 전개하지만, 에이쇼의 착란 이후 기나이 지방의 전란과 함께 패색은 더욱 짙어져, 일족간의 내란 끝에 친족인 에치젠 아사쿠라 씨(越前朝倉氏)의 보호하에 그 꼭두각시로 전락한다.
아사쿠라 씨가 오와리(尾張) 슈고다이(守護代)로 시작해 기나이를 석권하는 세력으로 성장한 오다 씨(織田氏)에게 멸망당한 뒤, 오다 정권에서 와카사 국은 오다 노부나가 휘하의 니와 나가히데(丹羽長秀)가 지배하면서 옛 다케다 씨의 부하들을 지휘했다. 혼노지의 변으로 사망한 오다 노부나가를 대신해 도요토미 히데요시가 정권을 잡으면서 와카사 국은 야마우치 가쓰토요(山內一豊) 등의 다이묘가 다스리게 된다.

### 근세
에도 시대(江戶時代)에 이르러, 교고쿠 다카쓰구(京極高次)가 와카사를 다스리게 되었고, 에치젠(越前) 쓰루가 군(敦賀郡)을 포함한 와카사 일대는 오하마 번(小浜藩)의 영지가 되었는데, 후에 번주의 자리는 교고쿠 씨에게서 사카이 씨(酒井氏) 집안으로 넘어갔다. 또한 에도 시대에는 기타마에후네(北前船)가 와카사 지방을 본거지로 삼으면서 쓰루가, 오하마는 일본 해상 운송의 한 거점으로서 번성했다. 특히 고등어 어획량이 많아서 오하마와 교토를 잇는 길을 ‘고등어 가도’(鯖街道)라고 부를 정도였다(현재 이 길은 일본의 국도 367호이다).
에도 말기 미토(水戶)를 본거지로 한 덴구토(天狗党)가 교토를 목표로 봉기했다가 실패하고, 쓰루가로 달아난 덴구토의 당원들은 모두 살해되었다.

### 근현대
메이지 유신(明治維新) 이후, 1871년 8월 29일의 폐번치현(廢藩置縣)을 거쳐, 12월 31일에 옛 와카사 국에 쓰루가 군(敦賀郡)·이마다테 군(今立郡)·난조군(南条郡)을 더해 쓰루가 현(敦賀県)이 형성되었다. 1873년(메이지明治 6년) 1월, 이마다테·난조를 제외한 영북(嶺北)을 구성하고 있던 아스와 현(足羽縣)이 편입되고, 쓰루가 현은 지금의 후쿠이현(福井県)과 같은 지역을 영유하게 되었다.
1876년(메이지 9년) 8월 21일, 쓰루가 현이 분할되고, 쓰루가 군과 와카사 지방(영남嶺南)은 시가현(滋賀縣)에 편입되었다. 4년 반이 지난 1881년(메이지 14년) 2월 7일, 영남 4군과 영북에 후쿠이 현이 형성되었는데, 오뉴 군의 유지 및 후쿠이 현 설치, 사카이 현(堺県)의 오사카부(大阪府) 병합은 갑작스럽게 결정되고 사람들에게 통보되었다. 당시 현의 영남 분할을 시가 현의 교토 병합으로 인식했던 당시의 시가 현 현령은 몇 번이나 영남 4군의 시가 현 복귀를 정부에 청원했으나 기각되었고, 후쿠이 현 설치 뒤 처음으로 임시 현의회에 대항으로 운동권 중심인사 1명과 오뉴 군 2명, 쓰루가 군 1명이 현의회 의원을 사직하는 등 시가 현으로의 복귀 운동은 이후 1년 반 동안을 다양한 형태로 이어졌다. 1881년(메이지 14년), 후쿠이 현령은 전신 시설의 설치를 정부가 계획한 다른 지역보다도 우선적으로 영남 땅에 건설하기로 결정, 오하마 초등사범학교, 중학교 개설비를 원안대로 가결하고 그 해 안에 설치할 것을 시달하는 등의 배려 정책을 폈다. 영북과 영남 지역 대립 구도는 1881년부터 약 10년간, 후쿠이 현의 행정에서 극복해야 할 큰 과제로 남았다.
메이지 전기에는 마이쓰루 진수부(舞鶴鎭守府)가 설치되고, 오하마 선(小浜線)의 개설이 진행되었다.
제2차 세계대전 뒤, 와카사 만에 원자력 발전소가 차례차례 건설되었고, 그 이후로는 ‘원전의 긴자’(原発銀座)라 불렸다. 또한 지금의 와카사 지방은 연안 관광지역으로 조성되어 있다.

## 군
- 미카타 군(三方郡)
- 오뉴군(일본어판)(遠敷郡)
- 오이군(大飯郡)